# ツェシンゲン
ツェシンゲン (ドイツ語: Zöschingen) は、ドイツ連邦共和国バイエルン州シュヴァーベン行政管区のディリンゲン・アン・デア・ドナウ郡に属す町村（以下、本稿では便宜上「町」と記載する）である。この町はジルゲンシュタイン行政共同体に加盟しており、バーデン＝ヴュルテンベルク州との州境に面している。

## 地理
ツェシンゲンは、シュヴェービシェ・アルプの支脈に沿った小さな谷に位置している。エガウ川支流のロステルバッハ川が町内を流れている。教区集落であるツェシンゲンの他にゲマインデタイル（村落、集落、開墾地などの小地区）はない。

### 地質学
ツェシンゲンの中心地の北約 500 m に風化した岩の露頭であるツィゴイネルフェルゼンがある。この保護指定された自然文化財（ジオトープ番号 773R001）は、長さ約 20 m、幅 12 m、高さ 8 m である。これは、ネルトリンガー・リースに隕石が衝突した結果生じた後期ジュラ紀の石灰岩の巨大な破片の浸食残骸である。

## 歴史
最初の文献記録は、1257年まで遡る。ツェシンゲンはかつてドイツ騎士団のフランケン管区に属しており、ライン同盟規約に基づき1806年にバイエルン王国領に移管された。スポーツ広場のすぐ隣にかつての領主の城跡がある。

## 住民

### 人口推移
1988年から2018年までの間にこの町の人口は、649人から729人へ、80人、約 12.3 % 増加した。

## 行政
この町の議会は、8議席の議員と第1町長で構成される。
第1町長は、2014年からトビアス・シュタインヴィンターが務めている。彼は2020年3月15日の選挙で 92.3 % の支持票を獲得してさらに6年の任期を得た。

### 紋章
図柄: 青地。湾曲したシェブロンで分割された下部は銀地。青地部分にそれぞれ向かい合う金の獅子。銀地部分に黒い先広十次。
解説: 獅子は、ディリンゲン伯の紋章から採られたもので、ツェシンゲンにその支配権が及んでいたことを表している。先広十字はドイツ騎士団に由来する。銀と青の配色は、バイエルンの高権下にあったことを示している。
この紋章は1969年に認可された。

### 姉妹自治体
- マリニェ＝プトン（フランス語版、英語版）（フランス、マイエンヌ県）1989年

## 文化と見どころ

### 建築
- 教区教会聖マルティン教会
- シュタインブルン礼拝堂

## 経済と社会資本

### 交通
ツェシンゲンは、連邦アウトバーン7号線（ナットハイム・インターチェンジ）の近くに位置している。

### 風力発電所
2012年/13年、ツェシンゲンに、当時バイエルン最大のビュルガー・ヴィントパルク（直訳: 市民風量発電所）がヴェンゾル・ノエイ・エネルギーエンとホーノルト・ヴィントクラフトによって建設され、2013年5月初めに正式稼働を開始した。この風力発電所は、低風力地域向けに特化した ノルデックス N117/2400 風力発電機8基で構成されている。高さ 120 m の鉄塔上に設置されたこの発電機は、定格出力はそれぞれ 2.4 MW、ローターの直径は 117 m ある。総出力 19.2 MW のこの風力発電所は年間約 4千万kMh の電力を供給している。これは約12,000世帯の電力使用量に相当する。現在の出力は約 32百万  である。このため参加規約の修正が必要となった。合計約600人の私人がこの風力発電所に参加している。